# Эдимму
Эдимму (часто неправильно указывается как Экимму) — разновидность утукку в шумерской мифологии.
Представляют собой призраки людей, которых не были похоронены должным образом. Они считались мстительными по отношению к живым людям и якобы могли овладеть телами людей, если те не соблюдали определённые табу: например, запрет на употребление в пищу мяса вола. Полагали, что они вызывают заболевания и могут подталкивать людей на преступления, но иногда могли быть успокоены проведением поминок или жертвенных возлияний.
Эдимму представлялись полностью или почти бестелесными, «воздушными» духами, которые могут высосать жизнь восприимчивого к ним спящего человека (чаще всего молодого возраста).